# 日本製紙物流
日本製紙物流株式会社（にっぽんせいしぶつりゅう、英文名称：Nippon Paper Logistics CO.,LTD.）は、日本製紙の子会社で、埼玉県草加市に本社を置く、日本の物流企業。日本製紙の工場や都市部の消費地近くに物流拠点を設け、提携運送会社を通じて紙製品などの輸送を行っている。

## 沿革
- 1972年（昭和47年）11月2日 - 十條倉庫株式会社設立。
- 1997年（平成9年）4月 - 三裕倉庫運輸・エヌピー山田物流と合併し、日本製紙物流株式会社に社名変更。
- 2007年（平成19年）5月1日 - 大昭和ロジスティクス・日本板紙物流を合併。
- 2014年（平成26年）9月30日 - 北王子倉庫を売却、本社を埼玉県草加市に移転。2013年（平成25年）8月27日発表[2]

## 主な倉庫
- 堀船倉庫（東京都北区、新聞用紙専門）
- 有明第二倉庫（東京都江東区）

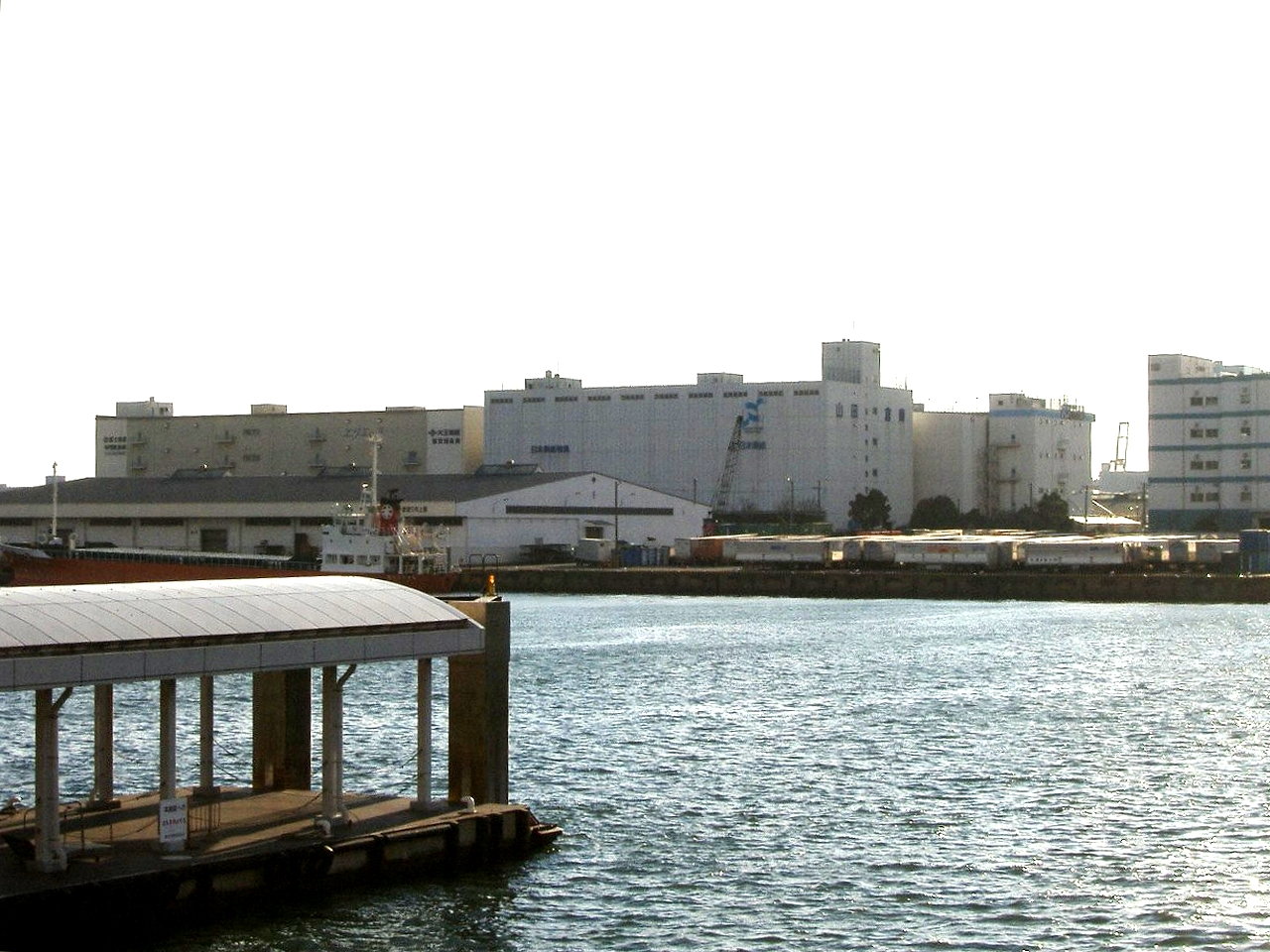
有明倉庫

- 国立倉庫（東京都国立市、新聞用紙を中心に取扱）
- 所沢倉庫（埼玉県所沢市）
- 青柳倉庫（埼玉県草加市）
- 園田倉庫（尼崎市、情報用紙を中心に取扱）
- 南港倉庫（大阪市住之江区）
- 大東倉庫（大阪府大東市、一般洋紙を中心に取扱）

廃止した倉庫
- 北王子倉庫（東京都北区、北王子駅に直結していた。ザ・ガーデンズ東京王子が建設されている）

## 運輸子会社
- エヌピー運輸関東株式会社
- エヌピー運輸富士株式会社
- エヌピー運輸関西株式会社
- エヌピー運輸岩国株式会社

## 日本製紙グループ物流関係会社
- 旭新運輸株式会社
- 南光運輸株式会社
- 株式会社豊徳